# تپه قلاکوتی شبخوس لات
تپه قلاکوتی شبخوس لات مربوط به دوران‌های تاریخی پس از اسلام است و در شهرستان املش، بخش رانکوه، دهستان شبخوس واقع شده و این اثر در تاریخ ۲ آبان ۱۳۸۲ با شمارهٔ ثبت ۱۰۶۲۶ به‌عنوان یکی از آثار ملی ایران به ثبت رسیده است.